# Stadio Olimpico (Shenyang)
Lo stadio olimpico di Shenyang (瀋陽奧林匹克體育中心) è uno stadio con 60.000 posti ad uso polivalente a Shenyang in Cina. È stato costruito in sostituzione dello stadio Wulihe e ha ospitato le partite di calcio nelle Olimpiadi di Pechino 2008. Ospita gli incontri casalinghi dello Shenyang Ginde.
Il complesso include anche uno stadio di 10.000 posti per la ginnastica, uno da 4.000 per il nuoto ed uno da 4.000 per il tennis.